# Josh Katz
Josh Katz (29 de dezembro de 1997) é um judoca australiano. Katz competiu nos Jogos Olímpicos de Verão de 2016 na categoria masculina de 60 kg e foi eliminado na segunda rodada por Diyorbek Urozboev.
A mãe de Katz é a ex-judoca Kerrye Katz, que competiu nos Jogos Olímpicos de Verão de 1988, quando o judô era um evento de demonstração. Seu irmão mais velho, Nathan Katz, também competiu pelo Austrália no judô nos Jogos Olímpicos de Verão de 2016.